# Laura Lerus-Orfèvres
Laura Lerus-Orfèvres, née le 2 février 1979 en Guadeloupe, est une joueuse internationale française de handball, évoluant au poste de demi-centre. Elle est la sœur de Laïsa Lerus, autre joueuse internationale.

## Biographie
Formée en Guadeloupe, elle rejoint Le Havre AC en 2000 avant de rejoindre Metz en 2004 où elle remporte un titre de championne de France et une coupe de la Ligue. Après un retour en Guadeloupe entre 2005 et 2008, elle s'engage avec le Toulouse FHB en deuxième division, club où son mari Olivier Orfèvres est engagé comme entraîneur.
Vers la fin de sa carrière, elle est appelée en équipe du Sénégal, notamment pour disputer le championnat d'Afrique des nations 2016. Le Sénégal atteint la finale mais est disqualifié de la compétition.

## Palmarès
compétitions nationales
- championne de France en 2005 (avec HB Metz Métropole)
- vainqueur de la coupe de la Ligue en 2005 (avec HB Metz Métropole)
- finaliste de la coupe de France en 2005 (avec HB Metz Métropole)
- championne de France de deuxième division en 2002 (avec Le Havre AC)